# Liste der guyanischen Leichtathletikrekorde
Die guyanischen Leichtathletik-Landesrekorde sind die Bestleistungen von guyanischen Athleten, die bei Disziplinen der Leichtathletik aufgestellt worden sind. In den hier aufgeführten Rekorden wurden zum einen keine Bestleistungen berücksichtigt, bei denen manuelle Zeitnahme verwendet wurde und zum anderen keine Bestleistungen, für die World Athletics keine offiziellen Freiluft-Rekorde führt.

## Olympische Disziplinen

### Freiluft-Rekorde, Männer
| Disziplin               | Rekord                                                                        | Athlet/Athleten                                           | Datum      | Ort                |
| ----------------------- | ----------------------------------------------------------------------------- | --------------------------------------------------------- | ---------- | ------------------ |
| 100 m                   | 10,12 s (+0,4 m/s)                                                            | Adam Harris                                               | 18.05.2014 | Port of Spain      |
| 200 m                   | 20,14 s (+1,7 m/s)                                                            | James Gilkes                                              | 12.09.1978 | Ingelheim am Rhein |
| 400 m                   | 45,25 s                                                                       | Winston George                                            | 23.08.2015 | Peking             |
| 800 m                   | 1:45,92 min                                                                   | Oslen Barr                                                | 07.05.1988 | Houston            |
| 1500 m                  | 3:44,23 min                                                                   | Cleveland Forde                                           | 11.10.2010 | Neu-Delhi          |
| 5000 m                  | 14:07,08 min                                                                  | Cleveland Forde                                           | 10.11.2006 | Buenos Aires       |
| 10.000 m                | 31:14,14 min                                                                  | Kelvin Johnson                                            | 21.06.2013 | Port of Spain      |
| Marathon                | 2:25:02 h                                                                     | Andrew Smith                                              | 29.05.2004 | Louisville         |
| 110 m Hürden            | 13,73 s (+0,4 m/s)                                                            | Charles Allen                                             | 06.04.2002 | Clemson            |
| 400 m Hürden            | 49,95 s                                                                       | Paul Tucker                                               | 13.08.2000 | La Chaux-de-Fonds  |
| 3000 m Hindernis        | 10:03,0 min                                                                   | Clement Fields                                            | 09.08.1959 | Georgetown         |
| Hochsprung              | 2,18 m                                                                        | Raul Griffith                                             | 21.08.1989 | Georgetown         |
| Stabhochsprung          | 4,11 m                                                                        | Reginald Dash                                             | 01.04.1967 | Ponce              |
| Weitsprung              | 8,07 m                                                                        | Mark Mason                                                | 03.04.1993 | Raleigh            |
| Dreisprung              | 17,18 m (+1,7 m/s)                                                            | Troy Doris                                                | 14.05.2016 | Clermont           |
| Kugelstoßen             | 17,17 m                                                                       | Patrick Harding                                           | 25.03.2001 | Tuscaloosa         |
| Diskuswurf              | 50,44 m                                                                       | Patrick Harding                                           | 05.05.2001 | Piscataway         |
| Hammerwurf              | 60,98 m                                                                       | Patrice Parris                                            | 10.05.1985 | Cambridge          |
| Speerwurf               | 65,32 m                                                                       | Leslain Baird                                             | 23.06.2013 | Port of Spain      |
| Zehnkampf               | 5844                                                                          | Laurence Taitt                                            | 26.07.1959 | London             |
| Zehnkampf               | 11,5 s 6,63 m 9,86 m 1,78 m 53,4 s / 14,9 s 26,55 m 3,12 m 35,36 m 4:40,8 min |                                                           |            |                    |
| 4-mal-100-Meter-Staffel | 39,59 s (A)                                                                   | - C. Schultz - A. Wilson - D. Collison - J. Gilkes        | 20.10.1975 | Mexiko-Stadt       |
| 4-mal-400-Meter-Staffel | 3:09,17 min (A)                                                               | - W. Hendriques - Roger Gill - Richard Jones - O. Newland | 16.07.1995 | Guatemala-Stadt    |

### Freiluft-Rekorde, Frauen
| Disziplin               | Rekord                                                        | Athletin/Athletinnen                                            | Datum      | Ort             |
| ----------------------- | ------------------------------------------------------------- | --------------------------------------------------------------- | ---------- | --------------- |
| 100 m                   | 11,14 s (+1,8 m/s)                                            | Brenessa Thompson                                               | 18.06.2016 | Leonora         |
| 200 m                   | 22,99 s (+1,2 m/s)                                            | Brenessa Thompson                                               | 28.05.2016 | Lawrence        |
| 400 m                   | 50,93 s                                                       | Aliann Pompey                                                   | 17.07.2004 | Madrid          |
| 800 m                   | 1:59,47 min                                                   | Marian Burnett                                                  | 31.05.2004 | Palo Alto       |
| 1500 m                  | 4:17,91 min                                                   | Marian Burnett                                                  | 27.08.2007 | Rio de Janeiro  |
| 5000 m                  | 17.42,52 min                                                  | Abidemi Charles                                                 | 03.05.2003 | Macomb          |
| 10.000 m                | 37:21,71 min                                                  | Abidemi Charles                                                 | 15.05.2003 | Macomb          |
| Marathon                | 3:01:08 h                                                     | Abidemi Charles                                                 | 30.01.2000 | Port of Spain   |
| 100 m Hürden            | 13,56 s (+1,6 m/s)                                            | Safiya Davy                                                     | 04.05.2003 | Gainesville     |
| 400 m Hürden            | 57,77 s                                                       | Eusheba Bartley                                                 | 15.04.2000 | Baton Rouge     |
| Hochsprung              | 1,90 m                                                        | Najuma Fletcher                                                 | 03.06.1995 | Knoxville       |
| Hochsprung              | 1,90 m                                                        | Najuma Fletcher                                                 | 11.08.1995 | Göteborg        |
| Weitsprung              | 6,82 m                                                        | Jennifer Inniss                                                 | 14.08.1982 | Nizza           |
| Dreisprung              | 13,74 m (+1,2 m/s)                                            | Nicola Martial                                                  | 03.06.1995 | Knoxville       |
| Kugelstoßen             | 12,73 m                                                       | Sandrine Andre                                                  | 13.04.1998 | Port of Spain   |
| Diskuswurf              | 37,10 m                                                       | Shauna Robertson                                                | 19.10.1997 | Georgetown      |
| Speerwurf               | 38,26 m                                                       | Trishel Thompson                                                | 01.04.2006 | Pointe-à-Pierre |
| Siebenkampf             | 5750                                                          | Najuma Fletcher                                                 | 02.06.1994 | Boise           |
| Siebenkampf             | (13,84 s 1,79 m 10,91 m 24,39 s / 6,23 m 32,36 m 2:21,14 min) |                                                                 |            |                 |
| 4-mal-100-Meter-Staffel | 48,7 s                                                        | Maes L. Jordan Wilis Wintz                                      | 05.05.1973 | Port of Spain   |
| 4-mal-400-Meter-Staffel | 3:45,08 min                                                   | Ashlynn DeCruise Aliann Pompey Angilla Corlette Ashley DeCruise | 14.06.2008 | Long Beach      |

## Nichtolympische Disziplinen

### Freiluft-Rekorde, Männer
| Disziplin    | Rekord     | Athlet          | Datum      | Ort        |
| ------------ | ---------- | --------------- | ---------- | ---------- |
| 1 Meile      | 4:06,0 min | Rayfield Beaton | 03.05.1975 | Westwood   |
| 3000 m       | 8:21,3 min | Derrick Menties | 09.08.1975 | Georgetown |
| Halbmarathon | 1:15:15 h  | Errol Peters    | 07.09.1997 | Georgetown |

### Freiluft-Rekorde, Frauen
| Disziplin    | Rekord       | Athletin        | Datum      | Ort           |
| ------------ | ------------ | --------------- | ---------- | ------------- |
| 3000 m       | 10:11,31 min | Alika Morgan    | 08.05.2005 | Port of Spain |
| Halbmarathon | 1:26:16 h    | Abidemi Charles | 19.05.2001 | Overland      |

Die Tabellen basieren auf einem Stand vom 26. Oktober 2016.